# Mont-sur-Courville
Mont-sur-Courville är en kommun i departementet Marne i regionen Grand Est (tidigare regionen Champagne-Ardenne) i nordöstra Frankrike. Kommunen ligger i kantonen Fismes som tillhör arrondissementet Reims. År 2022 hade Mont-sur-Courville 117 invånare.

## Befolkningsutveckling
Antalet invånare i kommunen Mont-sur-Courville
| Referens: INSEE |